# Konstanzer Bistumsstreit

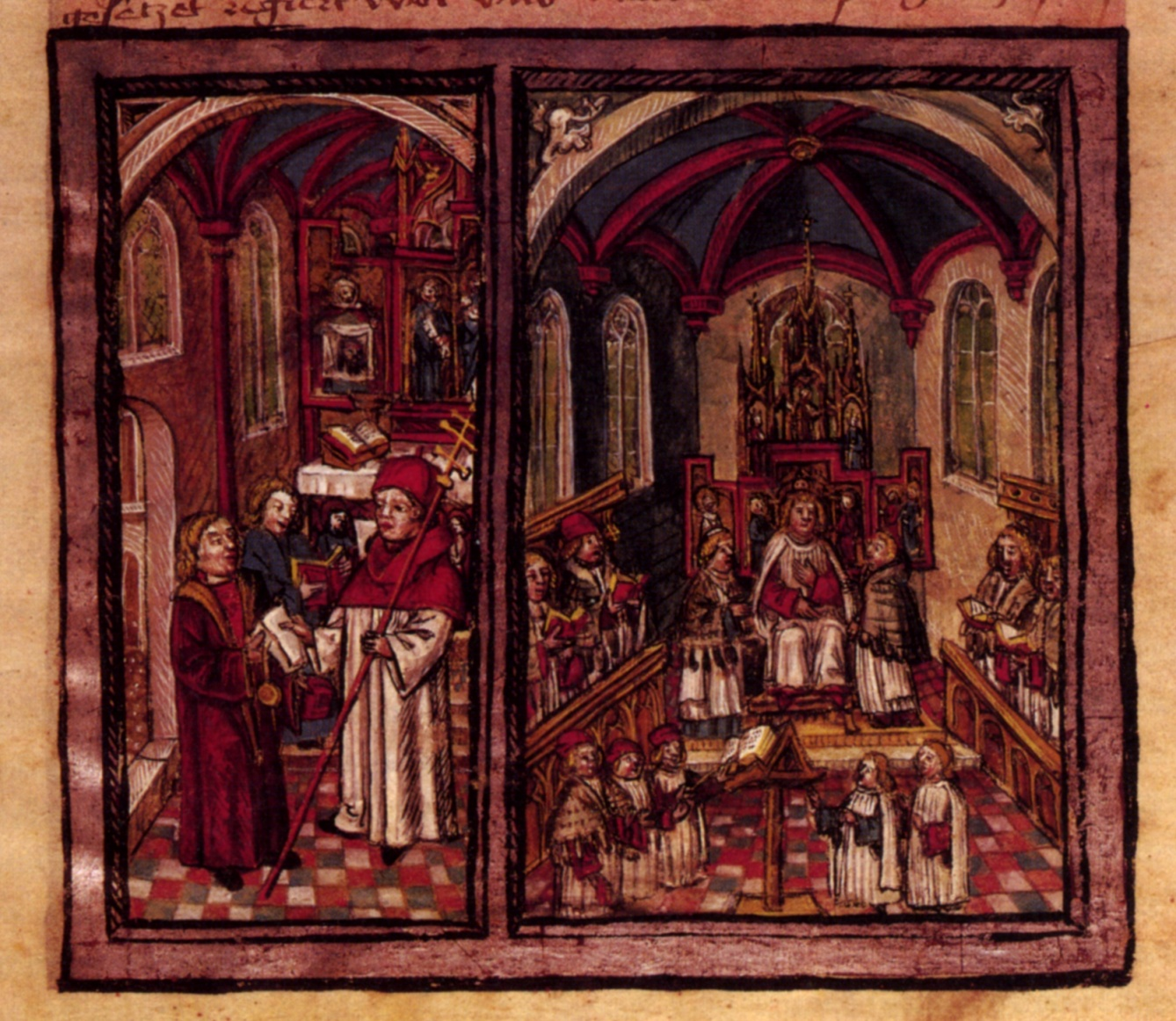
Konstanzer Bistumstreit in der Schweizer Bilderchronik, 1513

Der Konstanzer Bistumsstreit erschütterte in den Jahren 1474 bis 1480 das schwäbische Bistum und die Stadt Konstanz, als die Kandidaten des Kaisers und des Papstes um das Amt des Bischofs von Konstanz konkurrierten. Der Streit war nur einer in einer Reihe solcher Konflikte um die Besetzung des Bischofsstuhls, die im Laufe des 11.–15. Jahrhunderts zu Doppelwahlen und Mehrfachbesetzungen geführt hatten. 
Wegen des schlechten Gesundheitszustands des Konstanzer Bischofs Hermann III. von Breitenlandenberg (1466–1474) ernannte Papst Sixtus IV. (1471–1484) Anfang September 1474 Ludwig von Freiberg zum Koadjutor des Bischofs. Außerdem sollte Ludwig im Falle des Todes Hermanns III. diesem im Bischofsamt nachfolgen. Hermann starb in der Tat am 18. September, worauf das Konstanzer Domkapitel in Unkenntnis der zu Gunsten Ludwigs erfolgten päpstlichen Provision zur Neuwahl des Bischofs schritt und am 30. September mehrheitlich Otto IV. von Sonnenberg (1474–1491) zum Nachfolger Hermanns wählte. Damit standen die Ansprüche des Providierten gegen die des Gewählten, und es entspann sich der Konstanzer Bistumsstreit. 
Unterstützung fand der aus niederem Adel stammende Ludwig von Freiberg beim Papst, beim österreichischen Herzog Sigmund und beim württembergischen Grafen Ulrich V. Otto von Sonnenberg aus dem gräflichen Haus Waldburg wurde hauptsächlich von Kaiser Friedrich III. (1440–1493) und dem Domkapitel unterstützt. Folgerichtig belehnte Friedrich den Sonnenberger am 24. Oktober 1475 mit den Regalien. 
Um die fast chaotisch zu nennenden Verhältnisse im Bistum und in Konstanz zu regeln und die Anerkennung Ottos durchzusetzen, entsandte der Kaiser im Juni 1476 den Reichserbmarschall Rudolf von Pappenheim, worauf sich päpstliche und kaiserliche Partei auf ein Interim einigten. 1478 bzw. im März 1479 übertrug Sixtus IV. dem Kaiser die Schlichtung im Bistumsstreit. Friedrich entschied sich für Otto, worauf Ludwig an den Papst appellierte. Der Kaiser befahl schließlich mit Mandat vom 1. August 1480, Otto als Bischof anzuerkennen. Ludwig, der nach Rom gereist war, starb im Herbst dieses Jahres. Schließlich erkannte Sixtus IV. am 10. November 1480 Otto doch noch als Bischof an; der Bistumsstreit war beendet.